# Wiera Gran
Dwojra Grynberg, mais conhecida como Wiera Gran (20 de abril de 1916 - 19 de novembro de 2007), foi uma cantora e atriz polonesa de ascendência judaica. Gran tinha uma voz baixo contralto.

## Carreira
Ainda no início de 1934, quando aos 17 anos - usando o pseudônimo de Sylvia Green -, ela fez sua primeira gravação, o tango Grzech. Gran se apresentou no Cafe Paradis, em Varsóvia, na Polônia, no início dos anos 1930. Embora a maioria de suas gravações seja em polonês, ela cantou em iídiche no filme On a heym (Without a home), com Shimon Dzigan e Israel Shumacher. 
Gran escapou do gueto de Varsóvia durante a Segunda Guerra Mundial, e se escondeu em Varsóvia-Babice (Boernerowo). Em 1950, ela se mudou para a França. Ela fez parte do elenco da peça teatral Alhambra, de Maurice Chevalier. Gran também se apresentou em Paris, em um concerto beneficente, com o cantor francês Charles Aznavour. 
A primeira música que a tornou popular foi composta em 1937, por Adolf Kurc (posteriormente conhecido como Eddy Courts). Algumas de suas canções mais conhecidas são "List", "Wir tańca nas porwał", "Gdy odejdziesz", "Trzy listy", "Fernando", "Cicha jest noc", "Varsovie de mon enfance", "Ma Patrie" e "Mazowiecki wiatr". 

## Acusação de Colaboração com os Nazistas
Após a guerra, em 1945, Gran foi acusada, na Polônia, por Jonas Turkow e Adolf Berman, de ter colaborado com os alemães durante a ocupação alemã, na Segunda Guerra Mundial. Władysław Szpilman disse ao tribunal que ouviu boatos de sua colaboração na Varsóvia "ariana" durante a guerra desde agosto de 1943. Marek Edelman (Comandante do Levante do Gueto de Varsóvia), disse, em 5 de maio de 1945, que também ouviu boatos da colaboração de Gran com a Gestapo. Ele ainda ouviu que uma sentença de morte foi imposta contra ela pelo Exército da Pátria (Armia Krajowa – AK), mas Gran não foi encontrada e, portanto, não foi executada. Em 1947, o Tribunal Cidadão do Comitê Central de Judeus Poloneses (em polonês: Sąd Obywatelski przy Centralnym Komitecie Żydów Polskich) deliberou sobre o caso e Gran foi considerada inocente, em 1949.
Posteriormente, Gran tentou emigrar para Israel, onde teve que enfrentar acusações semelhantes de Jonas Turkow, Adolf Berman e Pesach Burstein, e foi impedida de se estabelecer no país. Ela tentou se defender nos tribunais israelenses, mas o julgamento foi suspenso em 1982.
Antoni Marianowicz, que tinha 16 anos na época da invasão da Polônia pela Alemanha, considerou as acusações "profundamente idiotas", mas o próprio Marianowicz diz em seu livro que passou a maior parte da guerra fora do gueto, na Varsóvia "ariana". Marianowicz afirma que Gran era uma "cantora e apenas uma cantora", e era conhecida por sua filantropia.
Em seu livro, Sztafeta Oszczerców, publicado em 1980 em Paris, Gran faz seu próprio relato dos acontecimentos, e argumenta em favor de sua inocência acusando Jonas Turkow de colaboração com a Gestapo.
Joanna Szczęsna, em 2010, no jornal Gazeta Wyborcza, sugeriu que as acusações contra Gran foram embasadas em animosidades pessoais entre ela e Jonas Turkow e Władyslaw Szpilman. Szczęsna cita documentos preservados no Instituto Histórico Judaico em Varsóvia, que mostram declarações feitas por amigos de Grans, como Jerzy Jurandot, Krystyna Żywulska e Izabela Czajka-Stachowicz, afirmando que as acusações contra Gran foram baseadas em boatos.

## Gravações
- Gdy odejdziesz no YouTube, compositor: Stanisław Ferszko.
- Ciemna dziś noc no YouTube.
- The Lambeth Walk no YouTube

## Ligações Externas
- Wiera Gran. no IMDb.